# Aedes vexans
Aedes vexans es una especie de mosquito cosmopolita del género Aedes. Es el mosquito más común en Europa. Puede picar a humanos y otros mamíferos y actuar como vector de varias enfermedades infecciosas, entre ellas la mixomatosis que afecta a conejos, la dirofilariasis canina y la encefalitis equina del este, aunque su papel parece reducirse a vector secundario, no principal.